# Laonastes aenigmamus
Il kha-nyou o ratto delle rocce laotiano (Laonastes aenigmamus Jenkins, Kilpatrick, Robinson & Timmins, 2005) è un roditore della famiglia dei Diatomiidi, unica specie del genere Laonastes (Jenkins, Kilpatrick, Robinson & Timmins, 2005), diffuso in Indocina.

## Etimologia
Il termine generico deriva dalla combinazione delle due parole greche λαος-, pietra e -ναστης, abitante, con riferimento all'habitat caratteristico, mentre il termine specifico deriva dalla combinazione delle due parole greche αινιγμα-, enigma e -μυς, topo, con chiara allusione alla dubbia posizione all'interno dell'ordine dei Roditori.

## Descrizione

### Dimensioni
Roditore di medie dimensioni, con la lunghezza della testa e del corpo tra 212,5 e 284,6 mm, la lunghezza della coda tra 122,8 e 161,4 mm, la lunghezza del piede tra 37,3 e 44,0 mm, la lunghezza delle orecchie tra 21 e 25,8 mm e un peso fino a 414 g.

### Caratteristiche craniche e dentarie
Il cranio è leggermente allungato, con un rostro lungo e stretto. Le ossa nasali sono lunghe e si estendono oltre gli incisivi superiori. Le ossa pre-mascellari sono in contatto con le ossa circostanti. La regione inter-orbitale è larga con delle creste sopra-orbitali ben sviluppate che si estendono posteriormente a formare un processo post-orbitale distinto. Le bolle timpaniche sono globulari, grandi e rigonfie. Gli incisivi superiori sono bianchi, lisci ed opistodonti, ossia con le punte rivolte verso l'interno della bocca, mentre i denti masticatori superiori sono divergenti, con il terzo molare grande. È presente un premolare su ogni semi-arcata. La colonna vertebrale è composta da 5 vertebre cervicali, 9 toraciche, 11 lombari, 3 sacrali fuse tra loro e 24 caudali.
Sono caratterizzati dalla seguente formula dentaria:

### Aspetto
Il corpo è simile a quello dei ratti, con la testa allungata e una folta coda lunga circa la metà della testa e del corpo. La pelliccia è moderatamente lunga ed è cosparsa di peli sottili più lunghi e nerastri. Le parti dorsali sono nere-grigiastre scure, con variazioni individuali che vanno dal nerastro al brizzolato. Le parti ventrali sono grigio chiare, con la punta dei peli bianco-giallastra, che le donano un aspetto generale argentato. Le vibrisse sono numerose, robuste e molto lunghe. Il dorso delle zampe è ricoperto densamente di peli, con dei ciuffi che ricoprono gli artigli, più setolosi quelli dei piedi. Le zampe hanno 5 dita, con il pollice corto e provvisto di un'unghia appiattita, mentre l'alluce è ben sviluppato e fornito di artiglio. Le piante sono prive di peli e fornite di cinque cuscinetti ciascuna. Le orecchie sono rotonde, di dimensioni moderate e ricoperte di corti peli. La coda è di colore simile al dorso, con la parte inferiore più chiara. Le femmine hanno un paio di mammelle pettorali disposte lateralmente.

## Biologia

### Comportamento
È una specie terricola e notturna.

### Alimentazione
La corona alta dei denti masticatori, lo stomaco capiente e l'intestino cieco grande suggeriscono una dieta caratterizzata principalmente da foglie, erba, semi e probabilmente da qualche insetto.

### Riproduzione
Le femmine danno alla luce un piccolo alla volta.

## Distribuzione e habitat
Questa specie è diffusa nella provincia di Khammouan, nel Laos centrale e nella provincia di Quang Binh, nel Vietnam centrale.
Vive tra gli ammassi rocciosi di formazioni carsiche ricoperte di alberi di caducifoglie e sempreverdi e con una vegetazione al suolo poco sviluppata.

## Tassonomia
Recenti studi molecolari hanno evidenziato una notevole diversità nella composizione filogenetica della popolazione, suggerendo l'esistenza di molteplici specie e sottospecie, favorite dall'habitat particolare delle montagne carsiche del Laos, le quali sono servite da barriere bio-geografiche, favorendo lo sviluppo di innumerevoli forme endemiche.

## Evoluzione
Inizialmente inserito in una nuova famiglia,  Laonastidae, creata appunto per includere questo insolito roditore, successivi confronti con roditori fossili risalenti all'Oligocene e Miocene hanno supportato la teoria che si trattasse invece di un membro della famiglia Diatomyidae, estinta nel tardo Miocene e vissuta nell'Asia sud-orientale. Tale scoperta ha introdotto questa specie nella categoria di mammiferi ed altri vertebrati conosciuta come Effetto Lazzaro.
L'effetto Lazzaro è un evento che si verifica allorquando gruppi di animali fossili ritenuti estinti riappaiono sotto forma di specie viventi strettamente correlate a loro. Tuttavia il caso del L.aenigmamus è particolare in quanto le forme a lui più vicine risalgono a circa 11 milioni di anni fa, un periodo eccezionalmente lungo rispetto agli altri casi conosciuti tra i mammiferi, laddove i progenitori estinti erano apparsi almeno nel Pleistocene, ovvero non oltre i 2,6 milioni di anni fa.

## Conservazione
La IUCN Red List, considerato che il suo areale è limitato e soggetto ad un continuo declino nell'estensione e nella qualità del proprio habitat, classifica L.aenigmamus come specie in pericolo (EN).